# Uintah (Utah)
Pour les articles homonymes, voir Uinta.
Pour le comté situé dans le même État, voir Comté de Uintah.
Uintah est une ville américaine située dans le comté de Weber, dans l’Utah. Selon le recensement de 2000, sa population s’élève à 1 127 habitants, estimée en 2003 à 1 205 habitants. Superficie totale : 2,6 km2 ( 1 km2).

## Histoire
Uintah a été fondée en 1850 sous le nom d’East Weber. La Union Pacific Railroad a nommé une gare toute proche Deseret (un nom qui provient du Livre de Mormon), rebaptisée Uintah en hommage à l’ethnie amérindienne locale. Ce changement s’est appliqué par la suite à East Weber.